# ویمپلی
ویمْپِلی (به فنلاندی: Vimpeli) یک منطقهٔ مسکونی در فنلاند است که در اوستروبوتنیای جنوبی واقع شده‌است.